# St. Patrick (métro de Toronto)
St. Patrick est une station de la ligne 1 Yonge-University du métro, de la ville de Toronto en Ontario au Canada. La station prend son nom de l'église St. Patrick, une église située près de la station. Il s'agit de l'une des deux stations du métro de Toronto à avoir un tunnel en forme tubulaire.

## Situation sur le réseau
Établie en souterrain, la station St. Patrick de la ligne 1 Yonge-University, précède la station Queen's Park, en direction du terminus Vaughan Metropolitan Centre, et elle est précédée par la station Osgoode, en direction du terminus Finch.

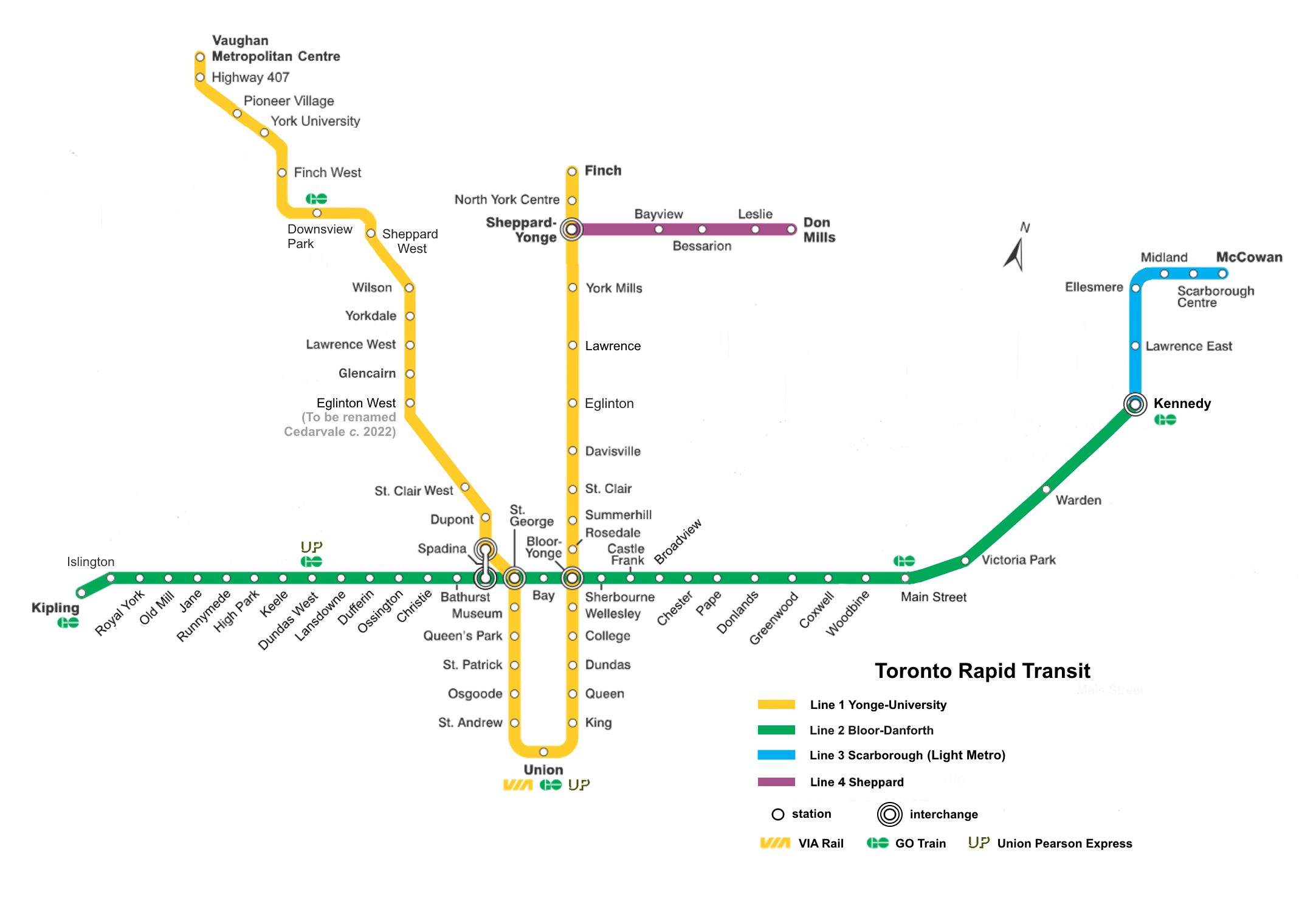
Plan du métro de Toronto (2018).

## Histoire
La station St. Patrick est mise en service le 28 février 1963.
Durant l'année 2009-2010, elle dispose en moyenne d'une fréquentation de 31 490 passagers par jour.

## Services aux voyageurs

### Intermodalité
La station permet la correspondance avec la ligne 505 Dundas du tramway de Toronto.
La station permet la correspondance avec une ligne d'autobus express : 142 Downtown/Avenue

## À proximité
- Musée des beaux-arts de l'Ontario
- Université de l'École d'art et de design de l'Ontario
- Chinatown (Toronto)
- The Hospital for Sick Children
- St. Patrick's Church (Toronto) (en)